# Ligações quatro centros dois elétrons
Uma ligação de 4 centros e 2 elétrons (4c–2e), também chamada ligação quadricentrada com dois elétrons, é um tipo de ligação química na qual quatro átomos compartilham dois elétrons na ligação, com uma ordem de ligação líquida de 1 ⁄ 2 ou 0,5. Este tipo de ligação difere da ligação covalente usual, que envolve dois átomos compartilhando dois elétrons (ligação 2c–2e). Este é um tipo de ligação química bastante raro e bem pouco comum, encontrada em alguns compostos hipovalentes (deficientes em elétrons).

## Formação
As ligações 4c-2e ocorrem em alguns compostos deficientes em elétrons, como compostos covalentes de alguns metais com poucos elétrons de valência, nos quais os átomos envolvidos não possuem elétrons suficientes para completar o octeto com ligações covalentes convencionais (dois centros e dois elétrons, 2c-2e). Neste caso, os átomos se ligam de tal forma que dois elétrons (um par ligante) é compartilhado simultaneamente entre quatro átomos adjacentes, originando uma única ligação covalente que une os quatro átomos. Normalmente, neste tipo de ligação, dois dos átomos envolvidos contribuem cada um com um elétron da ligação, enquanto os outros dois contribuem com um orbital vazio cada, criando assim um orbital molecular que abrange os quatro átomos simultaneamente. Em alguns casos, um único átomo contribui com os dois elétrons e os outros três com orbitais vazios. Esse tipo de ligação é bastante raro, sendo outro tipo de ligação hipovalente, a ligação três centros dois elétrons, mais comum, embora ainda rara.

## Exemplos

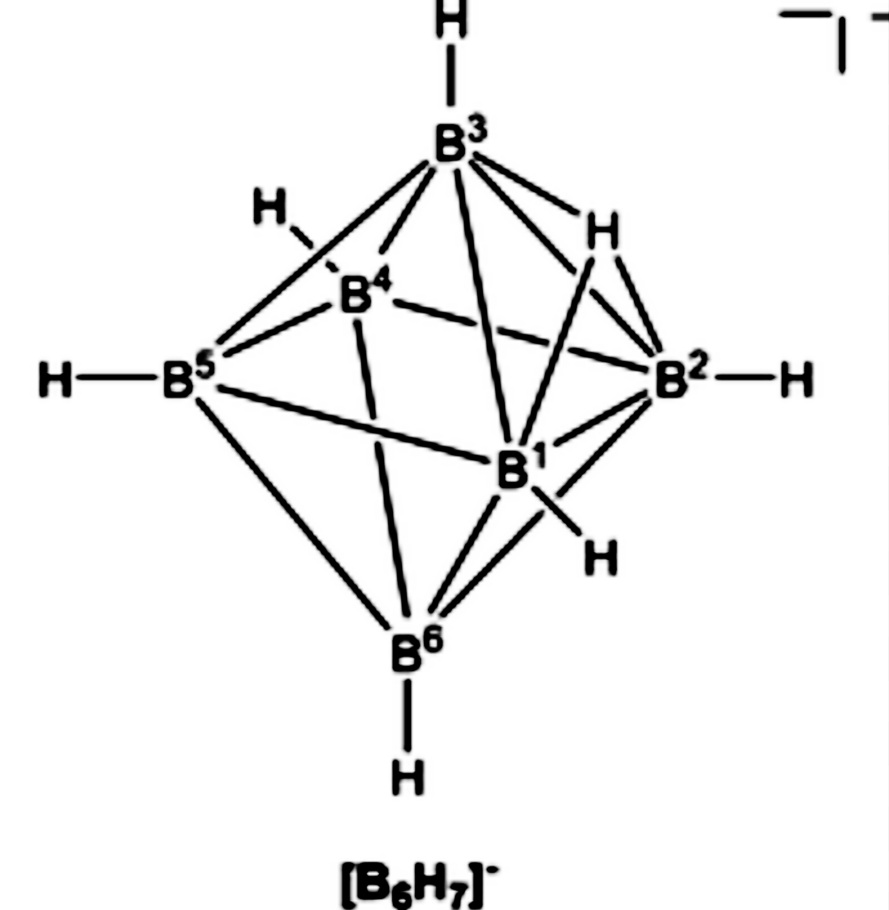
Ligação quadricentrada com 2 elétrons no cluster aniônico de borano B_{6}H_{7}^{-}. Esta ligação ocorre entre o hidrogênio adicional localizado sobre uma das faces triangulares do octaedro e três átomos de boro.

A ligação de quatro centros e dois elétrons é postulada em certos compostos de cluster. Por exemplo, o ânion borano B
6H
7
–, é um octaedro B
6H
6
2- com um próton adicional ligado a uma das faces triangulares. Como resultado, o octaedro é distorcido e um anel romboide B–B–B–H pode ser identificado no qual essa ligação 4c–2e ocorre. Esse tipo de ligação está associado a anéis romboides com deficiência de elétrons em geral e é um campo de pesquisa relativamente novo, que se encaixa na ligação três centros dois elétrons já bem estabelecida.

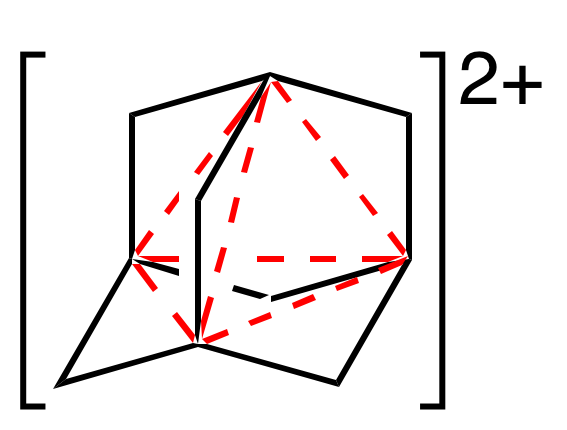
Ligação 4c-2e no dicátion adamantil.

Um exemplo de um composto puramente orgânico com ligação quadricentrada com 2 elétrons é o dicátion adamantil. A ligação une os quatro átomos de ponte em uma geometria tetraédrica.

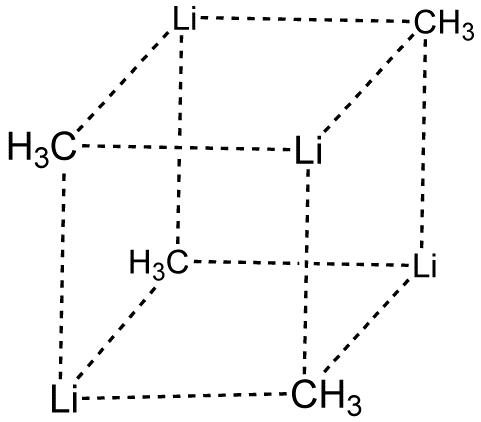
Ligações quadricentradas com 2 elétrons no metil-lítio tetramérico.

Alguns compostos organolítio como o metil-lítio e o n-butil-lítio são compostos covalentes que ocorrem como clusters tetraméricos em forma de cubo ou hexaméricos em uma forma octaédrica, com os átomos de lítio e os carbonos do grupo alquila localizados em vértices alternados do cubo ou octaedro (cada Li adjacente a três C e vice-versa), no qual o átomo de carbono do grupo orgânico está ligado aos três lítios vizinhos por uma ligação 4c-2e.

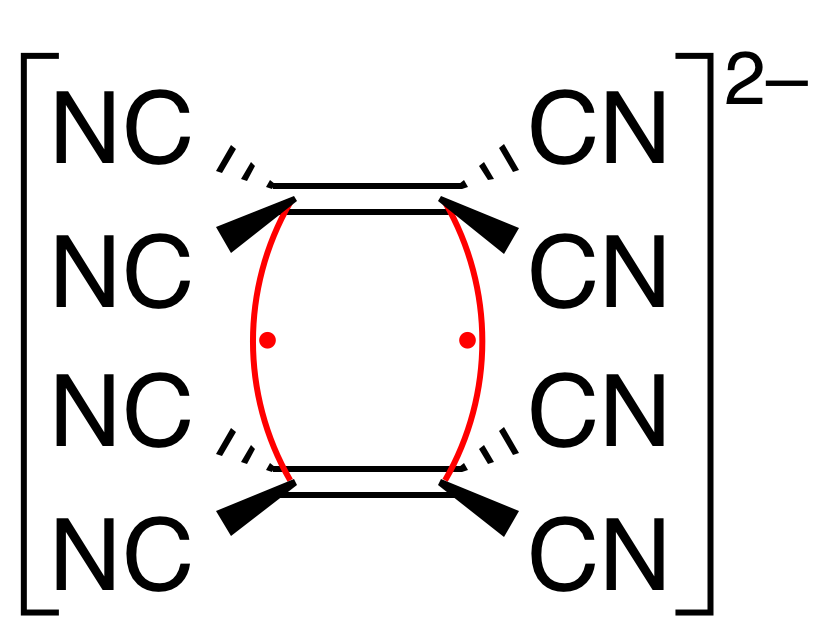

O tetracianoetileno forma um dímero dianiônico no qual os dois alcenos são unidos face a face por uma ligação retangular quadricentrada com dois elétrons.  Vários sais sólidos deste diânion foram estudados para determinar as forças de ligação e os detalhes espectroscópicos vibracionais.